# Stazione di Arezzo
Stazione di Arezzo vasútállomás Olaszországban, Arezzo településen.

## Vasútvonalak
Az állomást az alábbi vasútvonalak érintik:
- Firenze–Róma-vasútvonal
- Arezzo–Sinalunga-vasútvonal
- Casentinese-vasútvonal
- Appennino Centrale-vasútvonal

## Kapcsolódó állomások
A vasútállomáshoz az alábbi állomások vannak a legközelebb:
- Stazione di Indicatore
- Stazione di Olmo
- Arezzo Pescaiola train station (Stazione di Sinalunga, Arezzo–Sinalunga-vasútvonal)
- Bagnoro railway halt
- Arezzo Casello 1 railway station (Pratovecchio Stia railway station, Casentinese-vasútvonal)